# Marovato (Alaotra-Mangoro)
Marovato is een plaats en commune in het oosten van Madagaskar, behorend tot het district Andilamena, dat gelegen is in de regio Alaotra-Mangoro. Tijdens een volkstelling in 2001 telde de plaats 3.992 inwoners.
De plaats biedt enkel lager onderwijs aan. 70 % van de bevolking werkt als landbouwer en 29 % houdt zich bezig met veeteelt. Het belangrijkste landbouwproduct is rijst; andere belangrijke producten zijn pinda's, maniok en zoete aardappelen. Verder is 1% actief in de dienstensector.